# Filippo Moroni
Filippo Moroni (* 1. Februar 2001 in Turin) ist ein italienischer Tennisspieler.

## Karriere
Moroni wurde italienischer Meister in der Kategorie U11 und U12. Bis 2019 spielte er auf der ITF Junior Tour. In der Jugend-Rangliste erreichte er mit Rang 83 seine höchste Notierung. Erfolgreich war er vor allem bei Turnieren der dritthöchsten Kategorie J2.
Bei den Profis spielte Moroni ab 2018. Bis 2020 trat er ausschließlich auf der drittklassigen ITF Future Tour an, wo er keinen durchschlagenden Erfolg hatte. In der Weltrangliste schaffte er es nicht in die Top 1000. 2020 begann er ein Studium an der Wake Forest University in Winston-Salem im Fach communications. Er spielte zudem erfolgreich College Tennis für die Mannschaft der Uni. 2023 kam Moroni erstmals zu Erfolg, als er Mitte des Jahres ein Future-Turnier gewann. Beim Challenger in Montechiarugolo kämpfte er sich durch die Qualifikation und spielte sein erstes Match auf diesem Niveau. Der erste Auftritt auf der ATP Tour erfolgte in Winston-Salem, das teilweise von seiner Hochschule mitausgerichtet wird. Dort erhielt er für die Einzel-Qualifikation und den Doppelwettbewerb eine Wildcard. Im Einzel unterlag er Ilja Martschenko, während er im Doppel mit Matthew Thomson zusammen an der an Position 2 gesetzten Paarung Lloyd Glasspool und Neal Skupski scheiterte. In der Weltrangliste verbesserte er sich im September auf Rang 793. Seinen Abschluss wird Moroni voraussichtlich 2024 machen.

## Erfolge
| Legende (Anzahl der Siege) |
| Grand Slam                 |
| ATP Finals                 |
| ATP Tour Masters 1000      |
| ATP Tour 500               |
| ATP Tour 250               |
| ATP Challenger Tour (1)    |

### Doppel

#### Turniersiege
| Nr. | Datum           | Turnier     | Belag     | Partner       | Finalgegner              | Ergebnis |
| --- | --------------- | ----------- | --------- | ------------- | ------------------------ | -------- |
| 1.  | 16. August 2025 | Hersonissos | Hartplatz | Stuart Parker | Dan Added Arthur Reymond | 6:4, 6:4 |